# Рахманов Олександр Андрійович
Олександр Андрійович Рахманов (рос. Александр Андреевич Рахманов; нар. 28 серпня 1989, Череповець) – російський шахіст, гросмейстер від 2007 року.

## Шахова кар'єра
Кілька разів представляв Росію на чемпіонатах світу і Європи серед юніорів, 2007 року двічі вигравши бронзові медалі, в Кемері (ЧС до 18 років) і Шибенику (ЧЄ до 18 років).
Норми гросмейстера виконав у роках 2006 (посів 1-ше місце в Дубні і 2-ге місце – позаду Михайла Панаріна – у Владимирі) і 2007 (посів 1-ше місце Дубні).
Досягнув низки успіхів на інших турнірах, зокрема:
- поділив 1-ше місце в Череповці (2005, разом із зокрема, Едуардом Андрєєвим),
- поділив 1-ше місце в Мінську (2005, разом з Оленою Таїровою і Миколою Чадаєвим),
- поділив 1-ше місце в Дубні (2005, разом з Олександром Лазарєвим),
- посів 2-ге місце в Салехарді (2005, позаду Євгена Левіна),
- посів 1-ше місце в Череповці (2006),
- посів 1-ше місце в Череповці (2007),
- посів 1-ше місце в Афінах (2008),
- поділив 1-ше місце в Палаїохорі (2008, разом із зокрема, Стеліосом Халкіасом, Юрієм Криворучком, Мілошем Перуновичем, Мірчою Пирліграсом і Євгеном Постним),
- посів 1-ше місце в Санкт-Петербурзі (2009),
- посів 1-ше місце у Вітіно (2009),
- поділив 1-ше місце в Калузі (2009, разом з Геннадієм Кисельовим і Олександром Заботіним),
- поділив 1-ше місце в Воронежі (2009, разом із зокрема, Дмитром Андрєйкіним, Дмитром Бочаровим, Дмитром Кокарєвим, Сергієм Волковим і Денисом Хісматулліним),
- поділив 2-ге місце в Абу-Дабі (2009, позаду Олексієм Александрова, разом із зокрема, Ашотом Анастасяном і Завеном Андріасяном),
- поділив 1-ше місце в Барселоні (2012, разом із зокрема, Гжегожом Гаєвським і Еміліо Кордовою),
- посів 1-ше місце в Сараєво (2014, турнір Босна)[1],
- посів 1-ше місце в Санкт-Петербурзі (2015)[2].

Найвищий рейтинг Ело у кар'єрі мав станом на 1 травня 2017 року, досягнувши 2676 очок займав тоді 70-те місце в світовому рейтинг-листі ФІДЕ та 17-те місце серед російських шахістів.